# Steven Lysak
Steven Lysak   (Newark, 7 d'agost de 1912 - Yonkers, 30 de juliol de 2002) fou un piragüista estatunidenc que va competir durant les dècades de 1930 i 1940. Era germà del també piragüista John Lysak.
El 1948 va prendre part en els Jocs Olímpics d'Estiu de Londres, on va disputar dues proves del programa de piragüisme. Formant parella amb Stephen Macknowski, guanyà la medalla d'or en els C-2 10.000 metres i la de plata en el C-2 1.000 metres.